# دان فورست
دان فورست (بالإنجليزية: Dan Forest)‏ هو مهندس معماري وسياسي أمريكي، ولد في 15 أكتوبر 1967 في هاريسونبورغ في الولايات المتحدة. حزبياً، نشط في North Carolina Republican Party ‏ والحزب الجمهوري.

## وصلات خارجية
- الموقع الرسمي